# Alfons Baeyens (redacteur)
Alfons Baeyens (21 augustus 1867 - 1937) was een Belgisch journalist, redacteur en uitgever.

## Levensloop
Baeyens was de natuurlijke zoon van componist Peter Benoît en diens dienstbode.
Hij was aanvankelijk werkzaam als Antwerps correspondent van Het Laatste Nieuws en De Vlaamsche Gazet. Tijdens de Eerste Wereldoorlog, vanaf de Duitse inval, werd de publicatie van deze kranten stilgelegd.
Op 20 november 1914 hernam Baeyens - samen met zijn zoon Peter Benoit Baeyens - de uitgave van De Vlaamsche Gazet, met goedkeuring van de Duitse bezetter. Na een verbod hiertoe van uitgever Julius Hoste werd de naam op 14 januari 1915 gewijzigd in Het Vlaamsche Nieuws. 
Nadat het in juni 1915 tot een conflict was gekomen met de Duitse censuur, kwam de leiding van dit dagblad in handen van August Borms en Albert van den Brande. Baeyens bleef echter formeel eigenaar, een situatie die pas veranderde toen op 8 januari 1917 de krant werd overgenomen door De Vlaamsche Pers. Daarnaast richtte hij een nieuw dagblad op, De Antwerpsche Courant waarvan de eerste editie verscheen op 11 juli 1915.